# Ама-но-Удзуме-но-Мікото

Дошка Ама-но-Удзуме, Такатіхо

Аме-но-Удзуме-но-Мікото (яп. 天宇受売命, яп. 天鈿女命) — богиня світанку та веселощів в синтоїзмі. Відома через повір'я про зникнення сонячного божества, Аматерасу Омікамі. Також її ім'я вимовляється як Ама-но-Удзуме.
Брат Аматерасу, бог шторму Сусаноо, зруйнував її святилища та жорстоко вбив одну з її дів через сварку. Своєю чергою, Аматерасу стало страшно через його гнів, тому вона втекла до Небесної Скеляної Печери, Амано-Івато. Світ через відсутність освітлення Сонцем, за яке відповідала Аматерасу, став темним і боги не могли виманити Аматерасу з її сховища.
Розумна Удзуме перевернула діжку коло входу до печери та почала танцювати на ній, зриваючи свій одяг перед іншими божествами. Їм це здалося настільки комічним, що вони щиро сміялися.
Аматерасу почула сміх богів та виглянула, через що виникла метушня. Коли вона відкрила печеру, то побачила своє чудове зображення в дзеркалі, яке Удзуме поставила на дереві, та повільно виринула зі свого сховища.
В той момент бог Аме-но-Тадзікараво-но-Мікото вискочив уперед та закрив печеру позаду богині, відмовляючись зійти з місця, так що Аматерасу не могла відступити. Інший бог пов'язав магічну мотузку сірукуме нахрест виходу. Божества Аме-но-Кояне-но-Мікото та Аме-но-Футодама-но-Мікото тоді запропонували Аматерасу знов приєднатися до божеств. Вона погодилася, і світло на Землі поновилося.
Аме-но-Удзуме-но-Мікото досі вшановується як камі та корінний дух в японському синтоїзмі. Вона також відома як Аме-но-Удзуме-но-Мікото, Велика Переконувачка, та Небесна Тревожа Жінка. Вона також зображена в кьогенській комедії як Окаме — жінка, що насолоджується своєю чуттєвістю.
На честь богині названо астероїд 10804 Аменузум.